# Parasailing

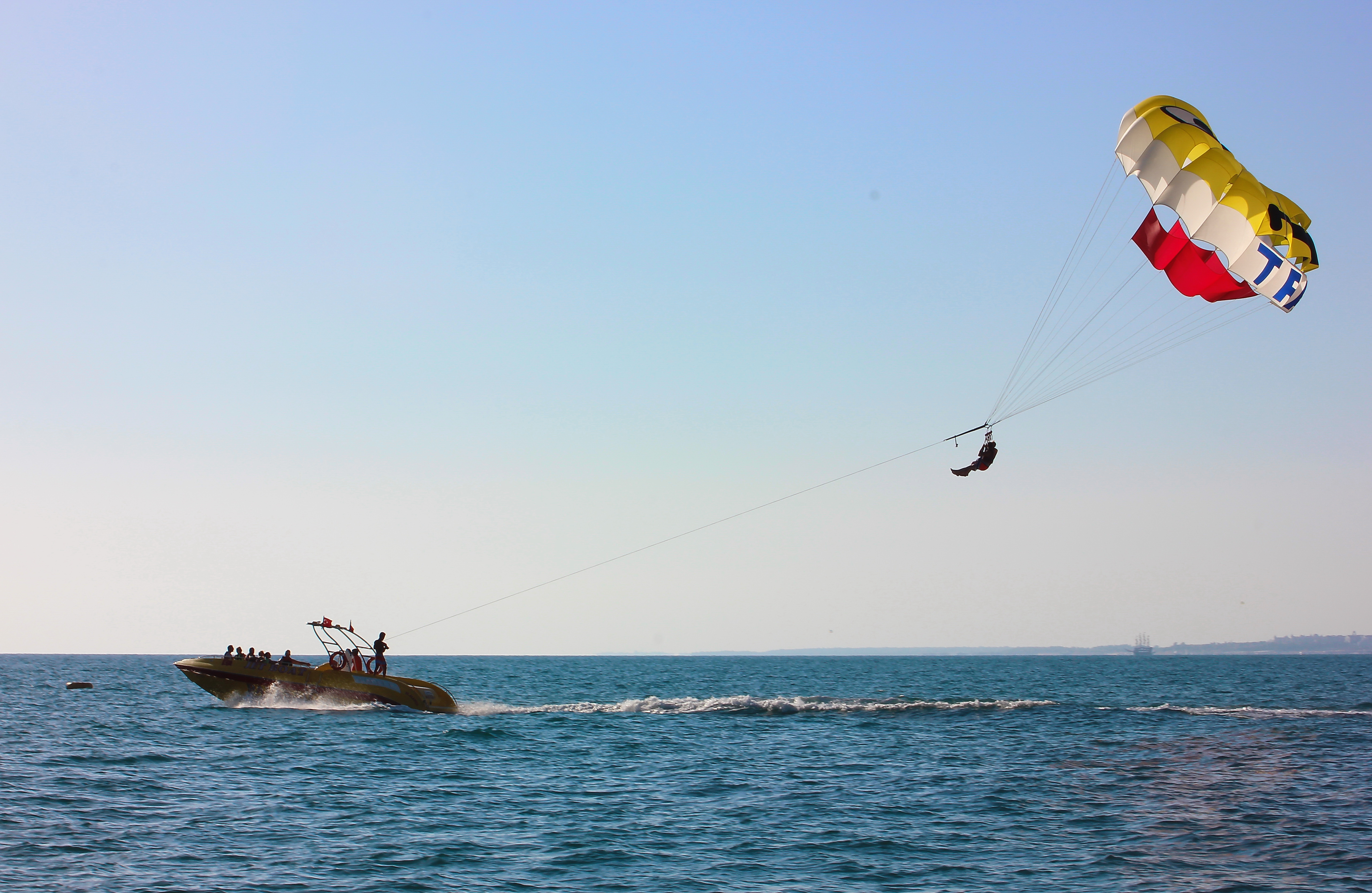
Parasailing in Kumköy (Türkei)

Parasailing ist ein seit Mitte der 1970er Jahre gebräuchlicher Begriff für das Fliegen mit einem steuerbaren Fallschirm hinter einem Fahrzeug, insbesondere einem Boot. Verwendet wird ein spezieller Fallschirm, in den an seiner hinteren unteren Seite düsen- oder klappenartige Öffnungen eingearbeitet sind, die für den notwendigen Auftrieb sorgen.

## Geschichte
Die Ursprünge liegen in der Idee, einen Fallschirmspringer auf eine andere Art und Weise als durch ein Flugzeug in die Luft zu transportieren. Erste Versuche wurden mit einer Winde und anschließend auch mit einem Pkw gemacht. Auf der Gipfelhöhe wurde der Pilot ausgeklinkt und konnte dann selbständig fliegen. Im Bereich der Segelfliegerei wird dies schon sehr lange mittels einer Winde praktiziert. Nach den ersten Versuchen mit einer Winde und einem Landfahrzeug wurde die Idee geboren, es hinter einem Boot auf dem wesentlich ungefährlicheren Wasser zu probieren.
Ohne dies belegen zu können, berichten diverse Internetseiten unabhängig voneinander über Versuche in den 1960er Jahren über gezogene Fallschirme in Frankreich, Großbritannien und den USA. Ein exakter historischer Beleg ist bisher nicht verfügbar. Einige Berichte sind fragwürdig, da bei den angeblich benutzten geschlossenen Rundkappen-Fallschirmen ein Steigen durch Ziehen nicht möglich ist, da kein Auftrieb erzeugt wird. Der Schirm würde sich öffnen und über den Boden schleifen.
Im Sommer 1978 wurden auf dem Lago di Caldonazzo in Norditalien von der dortigen Wasserskischule kommerzielle Flüge mit einem Hängegleiter (Drachen) hinter einem Boot angeboten. Aufgrund der extrem schweren Handhabung von gezogenen Drachen, gerade bei Anfängern, kam es allerdings häufig zu Abstürzen und das Angebot wurde wieder eingestellt.

## Beschreibung

Mittels leistungsstarkem Motorboot werden die Personen und der Schirm soweit beschleunigt, dass diese vom Schirm getragen werden

Bei einem modernen Parasailschirm handelt es sich um einen runden Schirm, dessen Richtung von dem Piloten nach rechts und links beeinflusst werden kann. Der gezogene Pilot ist mit einem Gurtgeschirr an dem Schirmsystem befestigt. In der Regel ist die Befestigung des Piloten bei Gefahr mittels eines Zugnippels ad hoc zu lösen. Die Leinen sind zwischen 30 und 100 m lang. Die physikalischen Verhältnisse bedingen, dass mindestens ein Drittel der Leine gewichtsbedingt bogenförmig herunterhängt, so dass die Höhe des Schirmes ca. zwei Drittel der Leinenlänge beträgt.
In seltenen Fällen werden auch Flächenschirme benutzt, die allerdings in der Handhabung bei Anfängern durch ihre im Vergleich zu Rundschirmen verhältnismäßig große Instabilität in der Luft Probleme hervorrufen.
An Land besteht ebenfalls die Möglichkeit, von einem Zugfahrzeug gezogen zu werden. Wegen des höheren Unfallrisikos wird dies nur selten praktiziert.
Je nach Größe des verwendeten Parasailschirms können Einzelpersonen oder auch mehrere Personen gezogen werden. Der Start erfolgt vom Strand, einem Steg oder einer Plattform aus.
Der Pilot muss nach Straffung der Leine und Öffnung des Schirmes ein paar Meter weit mitlaufen und wird dann sofort in die Höhe gezogen.
Das Zugboot sollte über eine Masse von mehr als 500 kg und eine Motorleistung von mindestens 80 kW verfügen.
Im professionellen Bereich werden speziell gebaute Boote genutzt. Auf diesen befindet sich eine Plattform zum Starten und Landen, ein Gestell zum Halten des Schirmes und eine elektrische Winde, um den Piloten mit Schirm hochzulassen oder wieder einzuholen.
Inzwischen wird Parasailing auch als Freizeitsport an einigen belebteren Urlaubsbadeorten angeboten.

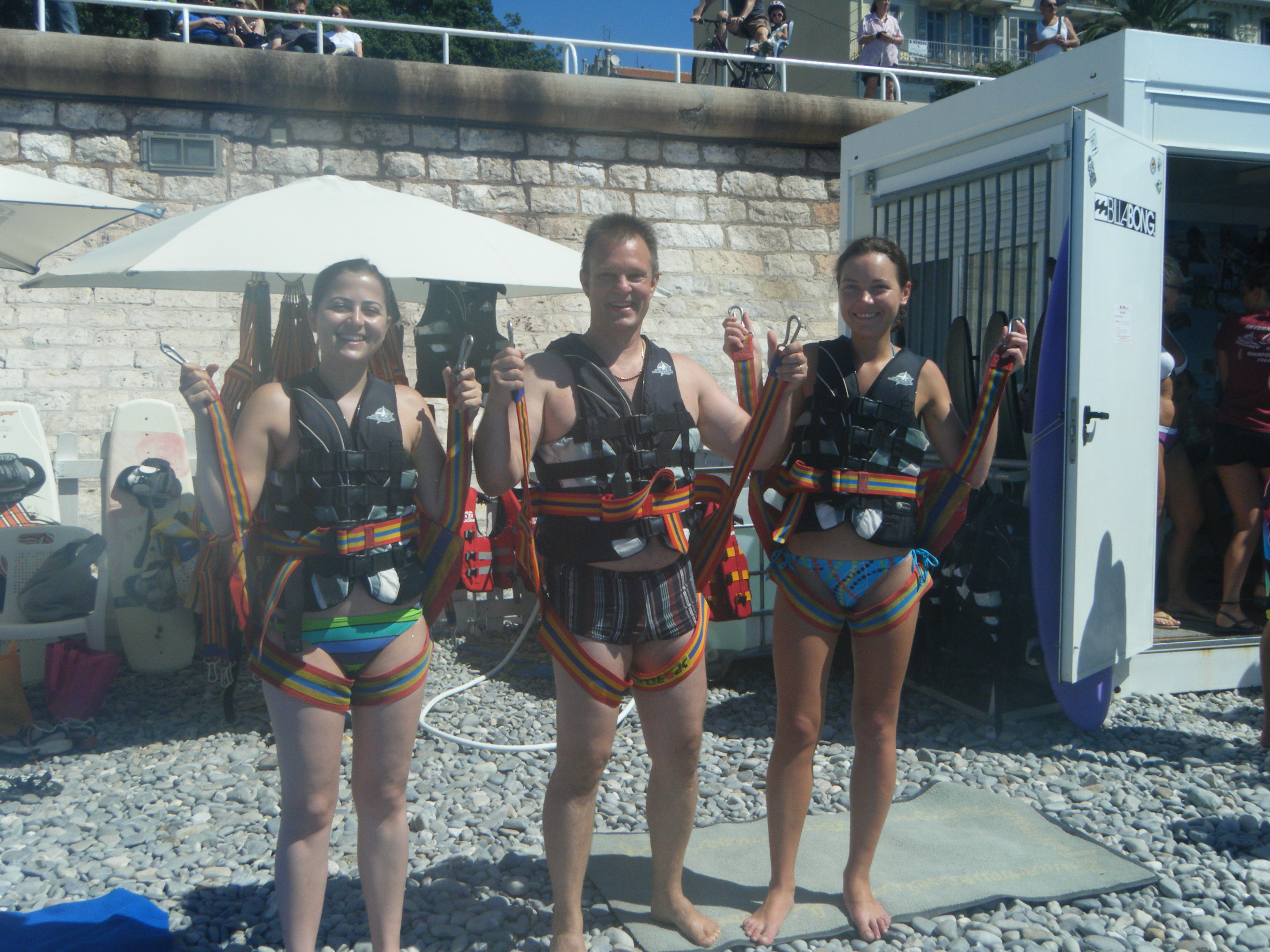
Drei Personen vor dem Start mit Parasailing-Ausrüstung (Gurte, Weste und Haken)
Start vom Strand aus: Der Schirm wird aufgerichtet; Boot wird mittels Zugseil mit Tragegestänge verbunden; Personen sind mittels Haken an Tragegestänge angehängt